# Diskometal
Diskometal er en legering, der er blevet brugt til kunstgenstande. Dens præcise sammensætning er ikke kendt, men den består af tin, bly og antimon. Legeringen, der blev opfundet af Just Andersen, er opkaldt efter Diskobugten i Grønland. Diskometal var betydeligt billigere end bronze og i øvrigt også nemmere at arbejde med, hvilket gjorde det muligt at fremstille forholdsvis billige statuetter, vaser og skåle i metallet, der kunne ligne stærkt patineret bronze. 